# Torre de Cala en Basset
La Torre de Cala en Basset o Torre de l'Arrabassada és una torre de guaita del terme d'Andratx (Mallorca) situada davant Cala en Basset, a uns 80 metres sobre el nivell de la mar. Està declarada Bé d'Interès Cultural.
Formava part d'un extens sistema de vigilància i senyalització de tota la costa mallorquina per combatre la pirateria, i tenia la funció de defensar Cala en Basset, que no era visible de dalt de na Pòpia. La torre no feia senyals d'avís, atès que solament té connexió visual amb la torre de na Pòpia.

## Descripció
Es tracta d'una torre cilíndrica d'uns 9 metres d'alt construïda amb pedra i morter. El portal d'accés original, al qual s'accedia per una escala de mà, està a uns quatre metres d'altura i és defensat per un matacà; actualment s'accedeix a la cambra principal per una porta falsa, i el portal original s'ha convertit en finestra. La cambra és coberta amb volta de mitja esfera, i el cos inferior, situat davall la cambra, era massís, però ha estat buidat per fer-hi l'entrada moderna. Al terrat s'accedeix per una escala de graons al buit de la volta, i és cobert per un porxo. La part del terrat que mira a mar era a barbeta, i el costat de terra és més elevat i amb espilleres. Com a peça d'artilleria arribà a tenir dos canons.

## Història
Hi ha autors que indiquen que va ser construïda el 1583, però no és fins a 1585 que hi ha constància efectiva de la seva existència. Ja en aquella data hi havia una peça d'artilleria, i consta que no feia focs d'avís. Poc més tard, el 1598 s'hagué d'adobar el parapet, perquè el vent que bufava era massa fort i impedia la tasca dels torrers.
Al llarg del segle xix va anar caient en desús davant la desaparició de la pirateria, i el 1867 va ser traspassada. Durant la Guerra Civil espanyola va ser utilitzada per al control de l'espai aeri, i es va construir un edifici annex i es va modificar la barraca dels torrers. A més, es construí una garita al terrat, s'alterà el porxo i l'aljub al peu de la torre i s'obrí el portal per entrar a peu pla.